# フランクリン郡 (メイン州)
フランクリン郡（英: Franklin County）は、アメリカ合衆国メイン州の南西部にある郡。人口は2万9456人（2020年）。郡庁所在地はファーミントンであり、同郡で人口最大の町である。
フランクリン郡は1839年5月9日に設立された。

## 政治
| 年     | 民主党       | 共和党      |
| ------ | ------------ | ----------- |
| 2012年 | 58.2% 8,659  | 38.7% 5,753 |
| 2008年 | 58.9% 10,113 | 38.6% 6,627 |
| 2004年 | 54.8% 9,465  | 42.7% 7,378 |
| 2000年 | 49.2% 7,593  | 41.8% 6,459 |

## 地理
アメリカ合衆国国勢調査局に拠れば、郡域全面積は1,744.31平方マイル (4,517.7 km2)であり、このうち陸地1,697.81平方マイル (4,397.3 km2)、水域は46.50平方マイル (120.4 km2)で水域率は2.67%である。

### 隣接する郡
- サマセット郡 - 北東
- ケネベック郡 - 南東
- アンドロスコッギン郡 - 南
- オックスフォード郡 - 南西

### カナダの地域郡自治体
- カナダ・ケベック州ル・グラニット郡 - 北西

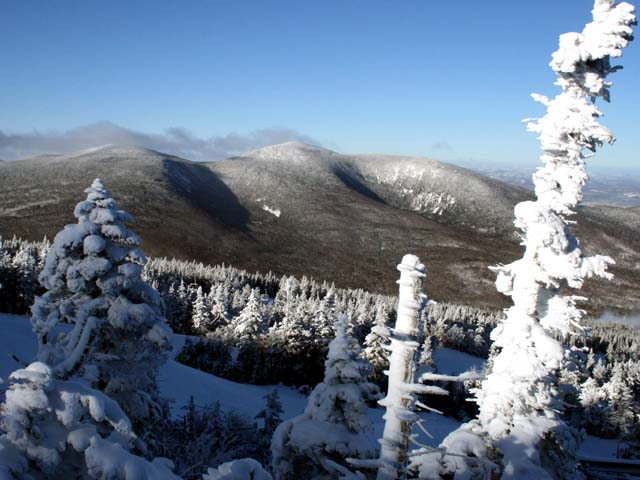
クロッカー山

## 人口動態
以下は2000年国勢調査による人口統計データである。
| 基礎データ - 人口: 29,467 人 - 世帯数: 11,806 世帯 - 家族数: 7,744 家族 - 人口密度: 7人/km2（17人/mi2） - 住居数: 19,159 軒 - 住居密度: 4軒/km2（11軒/mi2） 人種別人口構成 - 白人: 97.96% - アフリカン・アメリカン: 0.24% - ネイティブ・アメリカン: 0.37% - アジア人: 0.43% - 太平洋諸島系: 0.02% - その他の人種: 0.17% - 混血: 0.81% - ヒスパニック・ラテン系: 0.54% 先祖による構成 - イギリス系：26.3% - アメリカ人：13.8% - フランス系：12.2% - アイルランド系：9.2% - フランス系カナダ人：7.9% - スコットランド系：5.3% 言語による構成 - 英語：95.7% - フランス語：2.9% | 年齢別人口構成 - 18歳未満: 23.5% - 18-24歳: 11.1% - 25-44歳: 26.4% - 45-64歳: 24.8% - 65歳以上: 14.2% - 年齢の中央値: 38歳 - 性比（女性100人あたり男性の人口） - 総人口: 93.4 - 18歳以上: 89.2 世帯と家族（対世帯数） - 18歳未満の子供がいる: 29.5% - 結婚・同居している夫婦: 52.4% - 未婚・離婚・死別女性が世帯主: 9.2% - 非家族世帯: 34.4% - 単身世帯: 25.8% - 65歳以上の老人1人暮らし: 10.5% - 平均構成人数 - 世帯: 2.40人 - 家族: 2.88人 収入と家計 - 収入の中央値 - 世帯: 31,459米ドル - 家族: 37,863米ドル - 性別 - 男性: 30,475米ドル - 女性: 20,442米ドル - 人口1人あたり収入: 15,796米ドル - 貧困線以下 - 対人口: 14.6% - 対家族数: 10.7% - 18歳未満: 17.9% - 65歳以上: 9.5% |

## 都市と町

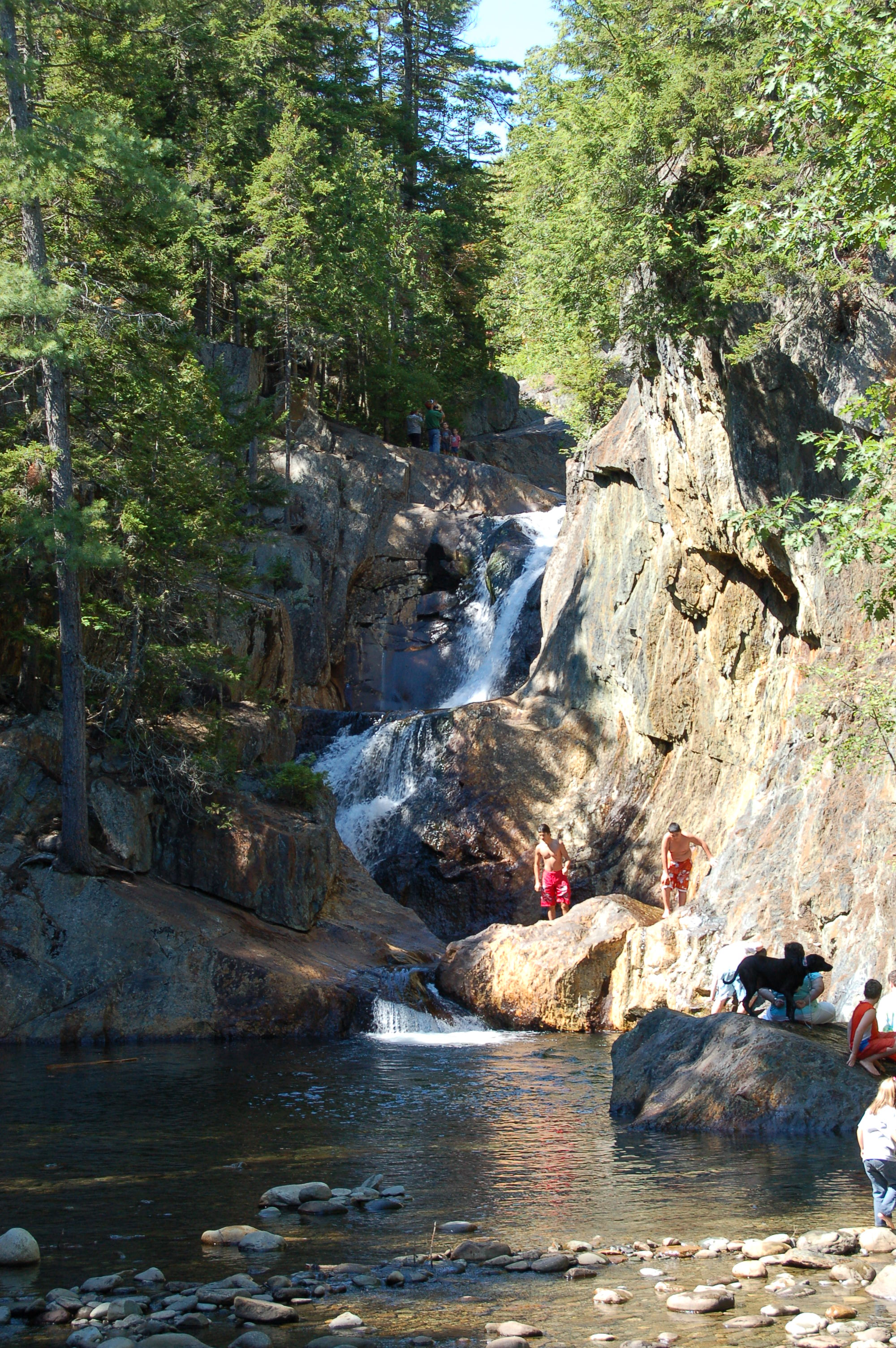
ラングレー町の南、メイン州道4号線沿いのスモールズ滝休憩所

| - ファーミントン町 - 郡庁所在地 - ユースティス町（ストラットン村を含む） - エイボン町 - カラバセットバレー町 - カーシージ町 - チェスタービル町 - コプリン・プランテーション - ダラス・プランテーション - インダストリー町 - ジェイ町 - キングフィールド町 | - マドリード村 - ニューシャロン町 - ニュービニヤード町 - フィリップス町 - ラングレー町 - ラングレー・プランテーション - サンディリバー・プランテーション - ストロング町 - テンプル町 - ウェルド町 - ウィルトン町 |

### 未編入領域
- ワイマン
- フリーマン
- ウェストセントラルフランクリン
- サウスフランクリン
- ノースフランクリン
- イーストセントラルフランクリン